# 山之内重美
山之内 重美（やまのうち しげみ、本名:上杉重美、旧芸名:山之内滋美、1948年8月4日 - ） は、日本の歌手、女優、ロシア演劇・ロシア大衆歌謡ピェースニャ研究家である。

## 略歴
京都府京都市出身、大阪外国語大学ロシア語学科、早稲田大学大学院文学研究科ロシア文学専修卒。関西芸術座、劇団三十人会、表現劇場に参加。吉田名保美事務所、中村企画（社長中村敦夫）を経て現在フリー。

### 演劇とのかかわり
在学中より演劇に惹かれ、女優を目指す（代表作参照）。ロシア語のできる女優は日本では少なく、他に栗原小巻が知られている程度である。ロシア演劇研究家としてはスターリンに粛清された悲劇の演出家メイエルホリドを永年のテーマとし、メイエルホリドの孫娘であり生涯をかけて祖父の名誉回復に尽力したマリヤとの深い親交があった。
1988年のモスクワ芸術座来日、2001年の国立ポクロフカ劇場の初来日にあたっては日本国内での周知活動に加え、通訳、トークの進行係としても尽力した（「ロシア演劇2002」第3, 5号に寄稿あり）。

### ソ連／ロシア大衆歌謡とのかかわり
語学留学中にソ連の大衆文化に触れたのをきっかけに、歌手として以前よりロシア／ソ連の大衆歌謡（日本でのいわゆる「ロシア民謡」は日本独特の誤称であり、そのほとんどが作詞・作曲家が明らかな、各時代を風靡した流行歌であった
）を歌ってきた。シャンソニエ、ライブスポット等の舞台でコンスタントにロシア大衆歌謡を歌うほか「原語で歌たうロシアの歌」講師も朝日カルチャーセンター、音楽センター等で務めている。ロシア語と日本語で歌ったCDも2枚リリースした。
1978年、NHK軽音楽オーディションに合格、1977年から司会を務めていたNHK教育テレビ「ロシア語講座」の＜今月の歌＞でもロシアの歌を4曲披露した。山之内はオーディションの際、審査員の藤山一郎に励まされたことがロシアの歌を続けていく支えになったと語っている。
ロシア歌謡に加え、ソ連国民の間で非合法ながら愛されたヴラジーミル・ヴィソツキーや、同じく地下で愛聴された「ロシアの吟遊詩人」ブラート・オクジャワの歌を紹介することにも力を注いでいる。生前のオクジャワとも親交があり、2003年5月、ポーランドのクラクフで開かれた「第2回国際オクジャワ・フェスティヴァル」では『わが人生の歌』と『紙の兵隊』を歌った。

### ラジオのアナウンサーとして
ロシア語の知識と経験を生かして、ロシアの声に勤務し、日本語放送のアナウンサーをしたこともあり、その前にはNHKワールド・ラジオ日本ロシア語放送のディスクジョッキーをつとめていた。後者は録音番組であったため山之内が日本を離れた後もしばらく放送が続き、一時期は山之内のロシア語と日本語が日本海を行き交っていた。他に、朗読・ナレーションでも活躍した。

### ソ連／ロシアの事情通として
劇団関係者・歌手として訪ソ機会が多く、軍港セヴァストーポリ訪問、個人宅宿泊等、当時外国人には非公開だった同国のさまざまな内情に触れてきた。厳しい秘密主義をとっていたソ連であったが、音楽フェスティバルのゲストとしてならば、軍艦の中に立ち入り軍人や兵士と言葉を交わすことさえできたという。曰く「一介の芸人」故に鉄のカーテンの向こうに深く踏み込むことのできたその経験をベースに、更にペレストロイカ以降公開された文献を加え、ソ連の大衆音楽事情を研究し、その成果の一端を『ロシア愛唱歌集（正・続）』として出版した。
近年では、生のロシア文化事情を知る第一人者として、母校の早稲田大学を初め、多くの大学や文化サークルから非常勤講師として招かれている。

## 代表作

### 著作
- 『黒い瞳から百万本のバラまで―ロシア愛唱歌集』東洋書店・ユーラシア・ブックレット、2002 ISBN 4885953936
- 『トロイカから私を呼んでまで―続・ロシア愛唱歌集』東洋書店・ユーラシア・ブックレット、2004 ISBN 4885955254

#### 論文
- 『舞台言語の革命』（「芸術倶楽部」1974年1-2月号）
- 『ブランコと仮面 — メイエルホリドの方法』（月刊演劇雑誌「新劇」1974年6月-1975年9月号、白水社）
- 早大ロシア文学研究第9号 フセヴォロド・メイエルホリド著、諫早勇一他訳『メイエルホリド・ベストセレクション』に関する書評
- 部分執筆
  - NHKラジオロシア語講座テキスト、『絵解き面白まめ辞典』コーナー（2004年4月号から3年間連載
  - 小野登志郎『t.A.T.uの意味』（太田出版）
  - 週刊朝日百科『世界の文学No.78』（オクジャワ関連）
  - 平凡社『ロシアを知る事典』

### CD
- 『青いプラトーク』 DCI-15375
- 『祈り』 OWLA-10005

### 舞台
- ミュージカル
  - 屋根の上のヴァイオリン弾き
  - 三文オペラ
  - スイートチャリティ
  - 回転木馬
  - にんじん
  - 異邦人
- 他の商業演劇
  - 化粧
  - 女のたたかい
  - 花の吉原つき馬屋
- 新劇系
  - 夢、ハムレットの
  - 桜の園

## TV出演

### 司会
- - NHK教育テレビ「ロシア語講座」（司会、歌）
  - テレビ・コンサート
  - 明日の福祉
  - 世界に飛ぶ
  - プレステージ
  - ティー・フォー・ユー

### レポーター
- - 世界ふしぎ発見
  - ニュースステーション
  - 大ロシア・黄金の秋をゆく
  - 芸術劇場

### テレビドラマ
- 天城越え（NHK、1978年10月7日）
- ザ・商社（NHK、1980年） - 有本邦子
  - 第2話「江坂ファミリー」
  - 第4話「日本の中の異邦人」
- 鈍行家族（CBC、1982年）  - 嫁の妹
- 青春INGS ゆう子とヘレン 第20話「消えたエンゲージリング」（KTV、1982年） - 青木貴子
- 大奥 第46話「女盗賊の冒険」（KTV、1984年） - 三笠
- くたばれ、母ちゃん（KTV、1983年）
- 壬生の恋歌（NHK、1983年）- 綾乃
- 妻の秘密（CBC、1983年）
- 月曜ドラマランド「いじわる看護婦2　君はハレー彗星を見たか！」（CX、1985年）
- 妻たちの課外授業（1985年、NTV）
- 裸の大将 （KTV）
  - 第18話「尾道坂道春の雪」（1986年） -  高橋鈴江（尾道の保健所の職員。商社マンだった弟がアメリカで事故死している）
  - 第23話「清と島の花嫁さん]（1987年） - ホテルロイヤルの社長夫人
- 第8回サントリー・ミステリー大賞受賞作品「女性レポーター殺人事件」（ABC、1986年）
- 花王愛の劇場 「失われた過去」（TBS、1986年）
- ああ家族（MBS
- NHK大河ドラマ「黄金の日日」

### その他の番組
- 一枚の写真

### ラジオ出演
- 朗読
  - ラジオ図書館
  - みんなの図書室
- 音楽番組
  - NHK-FM「夜の間奏曲」
  - NHK国際放送「音楽の小箱」（ロシア語DJ）
- 2005年7月25-28日のNHK『ラジオ深夜便』の「ないとエッセー」コーナーで『ロシアの心を歌う』を放送。
- ロシアの声には現在でも時々登場している。
- エフエム東京のエッセイ番組のレギュラーだったこともある。

### イベント
- つくば科学万博
- ならシルクロード博覧会
- 国際花と緑の博覧会（開会式、閉会式）
- 日本文化週間（モスクワ、総合司会）